# Diecezja Południa
Diecezja Południa – jedna z 11 terytorialnych jednostek administracyjnych Kościoła Prawosławnego w Ameryce. Obejmuje stany Alabama, Arkansas, Floryda, Georgia, Kentucky, Luizjana, Missisipi, Karolina Północna, Karolina Południowa, Nowy Meksyk, Oklahoma, Tennessee, Teksas i Wirginia. Katedrą diecezji jest sobór św. Serafina z Sarowa w Dallas.
Diecezja dzieli się na sześć dekanatów:
- Dekanat Appalachów
- Dekanat Karoliny
- Dekanat Florydy Środkowej
- Dekanat południowo-centralny
- Dekanat południowo-wschodni
- Dekanat Florydy Południowej.

Łącznie na ich terenie działa 70 parafii i placówek misyjnych oraz klasztory: męski skit św. Michała Archanioła w Canones, monaster Narodzenia Pańskiego w Dallas oraz monaster Świętych Marty i Marii w Wagener (żeński).